# Federación Nacional de Trabajadores de la Tierra
La Federación Nacional de Trebajadores de la Tierra (FNTT) és una federació adscrita a la Unió General de Treballadors (UGT), constituïda en congrés l'1 de juny de 1930. Era el resultat de la implantació del sindicalisme socialista en el mitjà rural espanyol. Al Congrés inaugural es van adherir 46.639 camperols amb 275 seccions. L'adveniment de la Segona República va propiciar la seva expansió, convertint-se en la més important organització espanyola de camperols.
En diverses ocasions al llarg de la República propulsà ocupacions de terres en diferents territoris, que sovint acabaren reprimits per la guàrdia civil, com els fets de Castilblanco.
En aconseguir el poder la coalició de centredreta en 1933, porten a l'executiva ugetista, dirigida per Largo Caballero, a una radicalització política, convocant en el sector camperol a una vaga general, al juny de 1934, dies abans de la recol·lecció. El moviment vaguista, que en general va ser un fracàs, es va estendre a més de 1.500 municipis espanyols. Això va portar a nombroses detencions i al desmantellament de la Federació. El dia 6 de juny a Torreperogil (província de Jaén) el falangista José Hurtado García, un camperol, és mort d'un tret al cap.
Després del triomf del Front Popular es va produir una reorganització de la FNTT. Després de la Guerra Civil Espanyola, la Federació es dissol orgànicament. A la mort de Francisco Franco, es tornà a reconstituir.